# Album al numero uno della classifica FIMI nel 2024
La presente lista elenca gli album che hanno raggiunto la prima posizione nella classifica settimanale italiana Album, stilata durante il 2024 dalla Federazione Industria Musicale Italiana, in collaborazione con la GfK Retail and Technology Italia.

## Classifica
| Settimana | Settimana    | Settimana    | Album                         | Artista                   | Settimane consecutive | Settimane totali | Fonte  |
| n°        | Inizio       | Fine         | Album                         | Artista                   | Settimane consecutive | Settimane totali | Fonte  |
| --------- | ------------ | ------------ | ----------------------------- | ------------------------- | --------------------- | ---------------- | ------ |
| 1         | 29 dicembre  | 4 gennaio    | X2VR                          | Sfera Ebbasta             | 2                     | 6                | [ 1 ]  |
| 2         | 5 gennaio    | 11 gennaio   | Tunnel                        | Simba La Rue              | 1                     | 1                | [ 2 ]  |
| 3         | 12 gennaio   | 18 gennaio   | Club Dogo                     | Club Dogo                 | 3                     | 3                | [ 3 ]  |
| 4         | 19 gennaio   | 25 gennaio   | Club Dogo                     | Club Dogo                 | 3                     | 3                | [ 4 ]  |
| 5         | 26 gennaio   | 1º febbraio  | Club Dogo                     | Club Dogo                 | 3                     | 3                | [ 5 ]  |
| 6         | 2 febbraio   | 8 febbraio   | X2VR                          | Sfera Ebbasta             | 1                     | 6                | [ 6 ]  |
| 7         | 9 febbraio   | 15 febbraio  | Sanremo 2024                  | AA.VV.                    | 1                     | 1                | [ 7 ]  |
| 8         | 16 febbraio  | 22 febbraio  | Nei letti degli altri         | Mahmood                   | 1                     | 2                | [ 8 ]  |
| 9         | 23 febbraio  | 29 febbraio  | Nostalgia (export)            | Tony Boy                  | 1                     | 1                | [ 9 ]  |
| 10        | 1º marzo     | 7 marzo      | I nomi del diavolo            | Kid Yugi                  | 1                     | 2                | [ 10 ] |
| 11        | 8 marzo      | 14 marzo     | Nei letti degli altri         | Mahmood                   | 1                     | 2                | [ 11 ] |
| 12        | 15 marzo     | 21 marzo     | Icon                          | Tony Effe                 | 5                     | 5                | [ 12 ] |
| 13        | 22 marzo     | 28 marzo     | Icon                          | Tony Effe                 | 5                     | 5                | [ 13 ] |
| 14        | 29 marzo     | 4 aprile     | Icon                          | Tony Effe                 | 5                     | 5                | [ 14 ] |
| 15        | 5 aprile     | 11 aprile    | Icon                          | Tony Effe                 | 5                     | 5                | [ 15 ] |
| 16        | 12 aprile    | 18 aprile    | Icon                          | Tony Effe                 | 5                     | 5                | [ 16 ] |
| 17        | 19 aprile    | 25 aprile    | The Tortured Poets Department | Taylor Swift              | 1                     | 1                | [ 17 ] |
| 18        | 26 aprile    | 2 maggio     | L'angelo del male             | Baby Gang                 | 1                     | 1                | [ 18 ] |
| 19        | 3 maggio     | 9 maggio     | Ferite                        | Capo Plaza                | 2                     | 2                | [ 19 ] |
| 20        | 10 maggio    | 16 maggio    | Ferite                        | Capo Plaza                | 2                     | 2                | [ 20 ] |
| 21        | 17 maggio    | 23 maggio    | Altrove                       | Ultimo                    | 1                     | 1                | [ 21 ] |
| 22        | 24 maggio    | 30 maggio    | La Divina Commedia            | Tedua                     | 1                     | 13               | [ 22 ] |
| 23        | 31 maggio    | 6 giugno     | Poké melodrama                | Angelina Mango            | 1                     | 1                | [ 23 ] |
| 24        | 7 giugno     | 13 giugno    | Dio lo sa                     | Geolier                   | 3                     | 4                | [ 24 ] |
| 25        | 14 giugno    | 20 giugno    | Dio lo sa                     | Geolier                   | 3                     | 4                | [ 25 ] |
| 26        | 21 giugno    | 27 giugno    | Dio lo sa                     | Geolier                   | 3                     | 4                | [ 26 ] |
| 27        | 28 giugno    | 4 luglio     | Vera Baddie                   | Anna                      | 9                     | 9                | [ 27 ] |
| 28        | 5 luglio     | 11 luglio    | Vera Baddie                   | Anna                      | 9                     | 9                | [ 28 ] |
| 29        | 12 luglio    | 18 luglio    | Vera Baddie                   | Anna                      | 9                     | 9                | [ 29 ] |
| 30        | 19 luglio    | 25 luglio    | Vera Baddie                   | Anna                      | 9                     | 9                | [ 30 ] |
| 31        | 26 luglio    | 1 agosto     | Vera Baddie                   | Anna                      | 9                     | 9                | [ 31 ] |
| 32        | 2 agosto     | 8 agosto     | Vera Baddie                   | Anna                      | 9                     | 9                | [ 32 ] |
| 33        | 9 agosto     | 15 agosto    | Vera Baddie                   | Anna                      | 9                     | 9                | [ 33 ] |
| 34        | 16 agosto    | 22 agosto    | Vera Baddie                   | Anna                      | 9                     | 9                | [ 34 ] |
| 35        | 23 agosto    | 29 agosto    | Vera Baddie                   | Anna                      | 9                     | 9                | [ 35 ] |
| 36        | 30 agosto    | 5 settembre  | Dinastia                      | Co'Sang                   | 1                     | 1                | [ 36 ] |
| 37        | 6 settembre  | 12 settembre | Milano Angels                 | Shiva                     | 2                     | 2                | [ 37 ] |
| 38        | 13 settembre | 19 settembre | Milano Angels                 | Shiva                     | 2                     | 2                | [ 38 ] |
| 39        | 20 settembre | 26 settembre | Locura                        | Lazza                     | 2                     | 2                | [ 39 ] |
| 40        | 27 settembre | 3 ottobre    | Locura                        | Lazza                     | 2                     | 2                | [ 40 ] |
| 41        | 4 ottobre    | 10 ottobre   | Moon Music                    | Coldplay                  | 1                     | 1                | [ 41 ] |
| 42        | 11 ottobre   | 17 ottobre   | Containers                    | The Night Skinny          | 1                     | 1                | [ 42 ] |
| 43        | 18 ottobre   | 24 ottobre   | CalmoCobra                    | Tananai                   | 1                     | 1                | [ 43 ] |
| 44        | 25 ottobre   | 31 ottobre   | Tutta vita                    | Olly                      | 1                     | 7                | [ 44 ] |
| 45        | 1º novembre  | 7 novembre   | I nomi del diavolo            | Kid Yugi                  | 1                     | 2                | [ 45 ] |
| 46        | 8 novembre   | 14 novembre  | Tutta vita                    | Olly                      | 1                     | 7                | [ 46 ] |
| 47        | 15 novembre  | 21 novembre  | From Zero                     | Linkin Park               | 1                     | 1                |        |
| 48        | 22 novembre  | 28 novembre  | Dio lo sa                     | Geolier                   | 1                     | 4                |        |
| 49        | 29 novembre  | 5 dicembre   | Alaska Baby                   | Cesare Cremonini          | 1                     | 1                |        |
| 50        | 6 dicembre   | 12 dicembre  | Hello World                   | Pinguini Tattici Nucleari | 1                     | 1                |        |
| 51        | 13 dicembre  | 19 dicembre  | È finita la pace              | Marracash                 | 3                     | 5                |        |
| 52        | 20 dicembre  | 26 dicembre  | È finita la pace              | Marracash                 | 3                     | 5                |        |

L'album più venduto del 2024 risulta Icon di Tony Effe, mentre quello con la maggior permanenza al primo posto è Vera Baddie di Anna, rimasto in prima posizione per nove settimane consecutive.
Note
1. 1 2 3  Ha raggiunto il numero uno anche nel 2023.
2. ↑  Ha raggiunto il numero uno anche nel 2025.
3. ↑  Ha raggiunto il numero uno anche nel 2025.
4. ↑  Ha raggiunto il numero uno anche nel 2025.